# Parexarnis damnata
Parexarnis damnata là một loài bướm đêm trong họ Noctuidae.